# NGC 7568
NGC 7568 est une galaxie spirale située dans la constellation de Pégase. Sa vitesse par rapport au fond diffus cosmologique est de 8 053 ± 26 km/s, ce qui correspond à une distance de Hubble de 118,8 ± 8,3 Mpc (∼387 millions d'al). NGC 7568 a été découverte par l'astronome prussien Heinrich Louis d'Arrest en 1866, alors listée NGC 7574. Elle fut redécouverte indépendamment par l'astronome français Édouard Stephan le 17 octobre 1876 et par la suite listée NGC 7568 par John Dreyer dans le catalogue NGC.
NGC 7568 présente une large raie HI.
À ce jour, 13 mesures non basées sur le décalage vers le rouge (redshift) donnent une distance de 113,923 ± 5,604 Mpc (∼372 millions d'al), ce qui est à l'intérieur des valeurs de la distance de Hubble.

## Groupe de NGC 7568

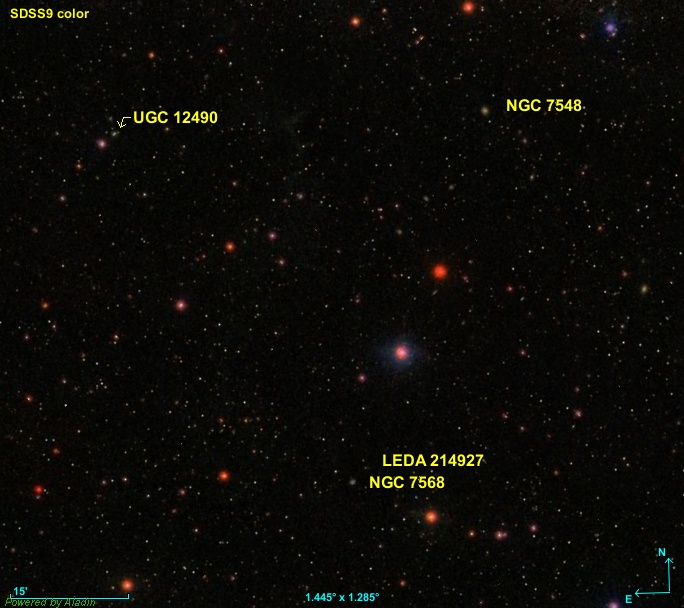
Les trois galaxies du groupe de NGC 7568. Les deux autres galaxies dont NGC 7548 et UGC 12490.

Selon Abraham Mahtessian, NGC 7568 est membre d'un trio de galaxies qui porte son nom, le groupe de NGC 7568. Les autres galaxies de ce trio sont NGC 7568 (NGC 7574) et 2316+2457. Comme on peut le constater, la 3e galaxie de la liste est notée 2316+2457 dans l'article publié par Mahtessian, ce qui est une malheureuse notation souvent abrégée qui rend difficile, parfois même impossible, l'identification exacte de la galaxie concernée. Heureusement, la base de données NASA/IPAC permet à l'occasion l'identification de cettte notation. Ici, la requête 2316+2457 dans cette base de données nous permet d'identifier cette galaxie. Il s'agit d'UGC 12490.